# تشارلز إل. كالهون
تشارلز إل. كالهون (بالإنجليزية: Charles Calhoun)‏ هو عسكري أمريكي، ولد في 20 أبريل 1925 في أوشن سيتي في الولايات المتحدة، وتوفي في 24 فبراير 2002 في سانتا روسا في الولايات المتحدة.